# Metaplexis
Metaplexis es un género de fanerógamas de la familia Apocynaceae. Contiene nueve especies. Es originario de Asia en China, Japón, Corea, Rusia (Siberia); en EE. UU. y Australia. Es común encontrarla en matorrales, márgenes de bosques y en la vegetación rivereña.

## Descripción
Son enredaderas que alcanzan los 8 m de alto; es rizomatosa; órganos subterráneos que constituyen un patrón leñoso.  Láminas foliares herbáceas de 5-10 cm de largo y 4.6 cm de ancho, ovadas, basalmente cordadas, el ápice agudo a atenuado, adaxial glabra, abaxialmente escasamente pubescente.
Las inflorescencias son extra-axilares, solitarias, casi tan largas como las hojas adyacentes, con 6-20 flores, simples, el pedúnculo más largo que los pedicelos que son prácticamente obsoletos, escasamente pubescente sobre toda la superficie.

## Taxonomía
El género fue descrito por Robert Brown y publicado en Memoirs of the Wernerian Natural History Society 1: 48. 1810.

## Especies
- Metaplexis cavaleriei H.Lév.
- Metaplexis chinensis Decne.
- Metaplexis fimbriata (Kunth) Spreng.
- Metaplexis hemsleyana Oliv.
- Metaplexis japonica Makino
- Metaplexis mucronata Spreng.
- Metaplexis rostellata Turcz.
- Metaplexis sinensis Hu
- Metaplexis stauntoni Schult.